# Алекс Малеев
Алекс Малеев е български и американски (от 1995 г.) художник на комикси.
Носител на наградата „Ейснър“. Работил е по „Batman: The Dark Knight, vol. 4: Clay“, „Star Wars: Lando“, „Aliens vs. Predator: Old Secrets“ и „Daredevil том 2“ на „Марвел Комикс“.
Малеев има отличителен стил на рисуване; тъмни, зърнести изображения, които придават на работата му вид на старинен документален филм, заснет от 16 мм камера.
През 2006 г. Малеев завършва работата си с Бендис върху „Daredevil“ и започва сътрудничество с писателя на нова продължителна Spider-Woman серия. Бендис и Малеев се събират още веднъж за разделената на 4 части минипоредица „Halo: Uprising“ на „Марвел Комикс“. Първата съвместна работа на Бендис и Малеев е върху поредицата „Сам и Туич“ на Тод Макфарлън.
Алекс Малеев рисува „Железния човек“ на „Марвел Комикс“. Също така е рисувал за комиксите „Гарванът: Мъртви времена“, „Гарванът: Плът и кръв“, „Новите отмъстители“ („Илюминати“, януарския 2007-и брой на „Новите отмъстители“ #26) и единичен епизод на „Гражданска война: Изповедта“.
В своите комикси понякога отразява българския си произход. Например в „Пришълеца срещу Хищника“ извънземните яйца са съхранени в мазето на типична българска църква. В 62-ри брой на „Деърдевил том.2“ Железният човек и Капитан Америка попадат на жълтите павета пред Народното събрание в София.